# Floris Nollet
Floris Nollet (* 16. September 1794; † 11. Januar 1853), ein Großneffe von Jean-Antoine Nollet, war Physikprofessor an der École Militaire in Brüssel, belgischer Erfinder und Gründer der englisch-französischen Aktiengesellschaft l'Alliance. Er entwarf Pläne für erste großtechnische Generatoren für die galvanische Industrie, zur Erzeugung von Wasserstoff, für Drummondsches Licht und für den Betrieb von Bogenlichtlampen. Seine Erfindung wurde 1850 in England patentiert.

## Alliance-Generator
Bei der von Nollet 1849 entwickelten Maschine waren auf der Statorseite bis zu 40 Hufeisenmagnete befestigt, in denen sich ein Rotor mit zahlreichen Spulen drehte. Um die Finanzmittel zur Gründung der Aktiengesellschaft zu erhalten, wurde in Paris eine Beleuchtung des Hotel des Invalides vorgeführt. Für diese Demonstration kam der Strom jedoch nicht aus dem Generator, sondern aus starken Batterien. Ein Skandal war die Folge, der das neu gegründete Unternehmen in ernsthafte Schwierigkeiten brachte. Nollet konnte bis zu seinem Tod 1853 keine funktionierende Maschine mehr erleben. Unter der Leitung seines Nachfolgers August Berlioz wurde der Generator zur Funktionsfähigkeit weiterentwickelt. Den Durchbruch erlebte der Generator Nolletscher Bauart im Jahre 1862 auf der Londoner Industrieausstellung.

Generator von der englisch-französischen Compagnie L'Alliance, Baujahr um 1870
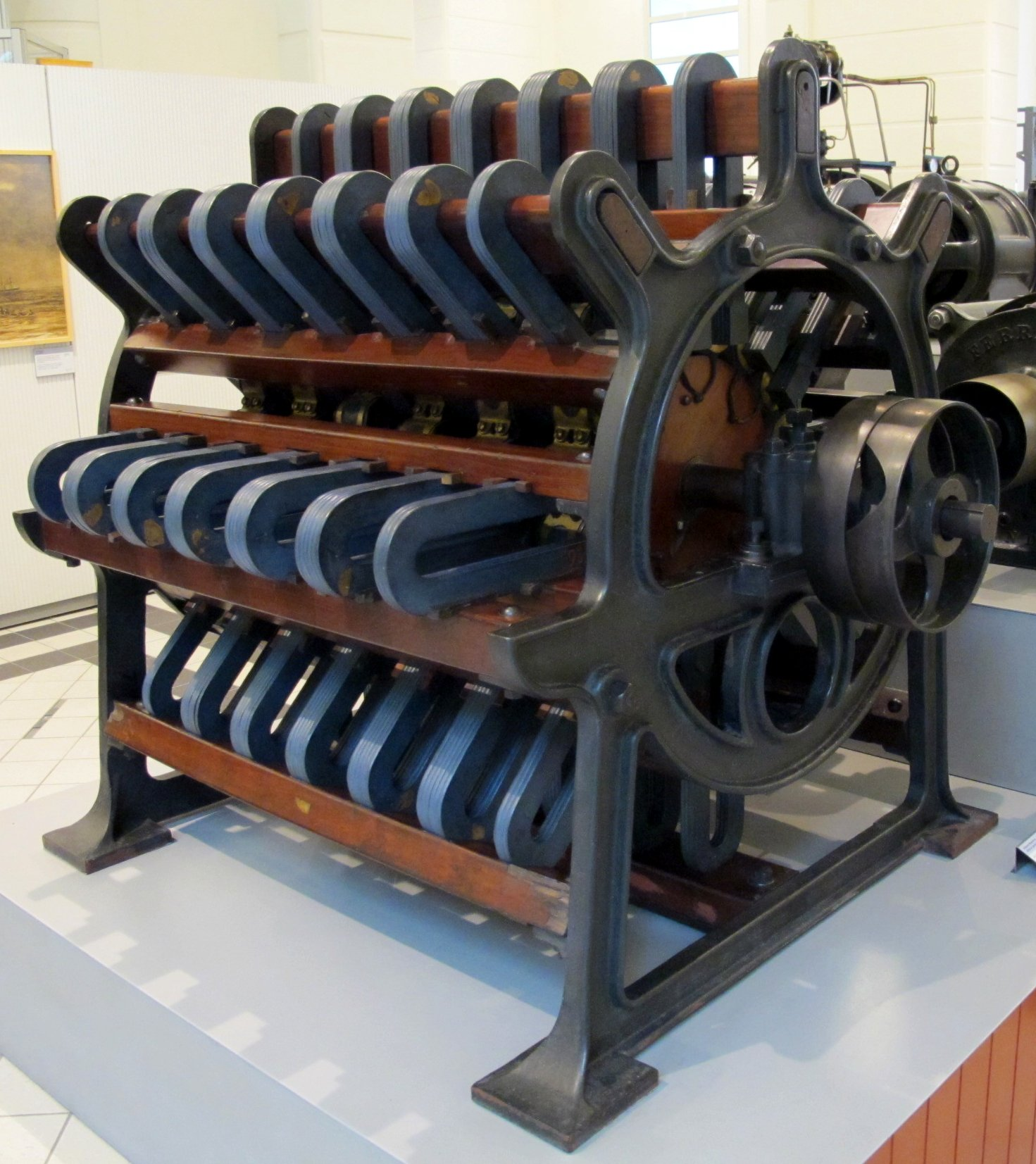
Vorderseite
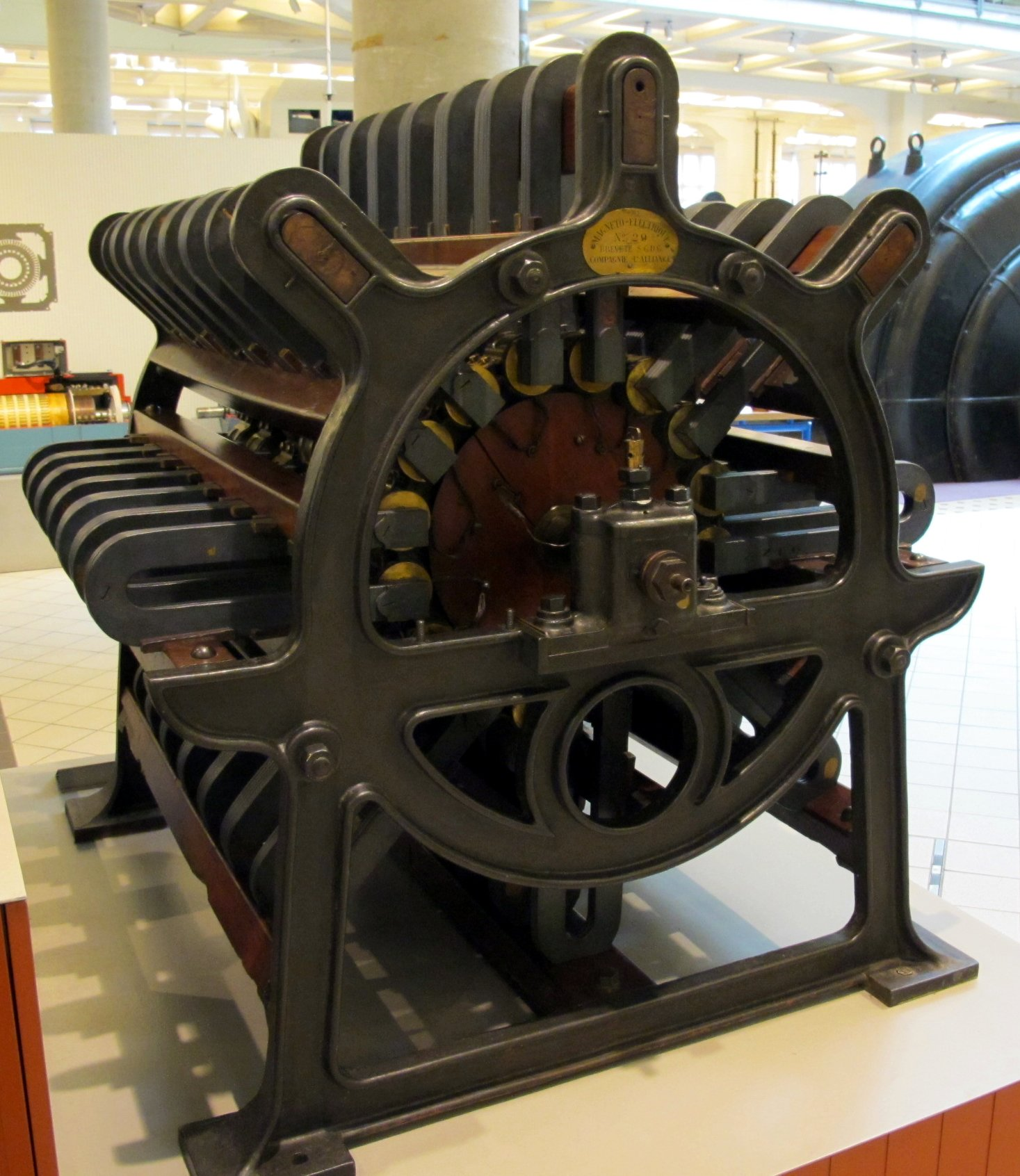
Rückseite
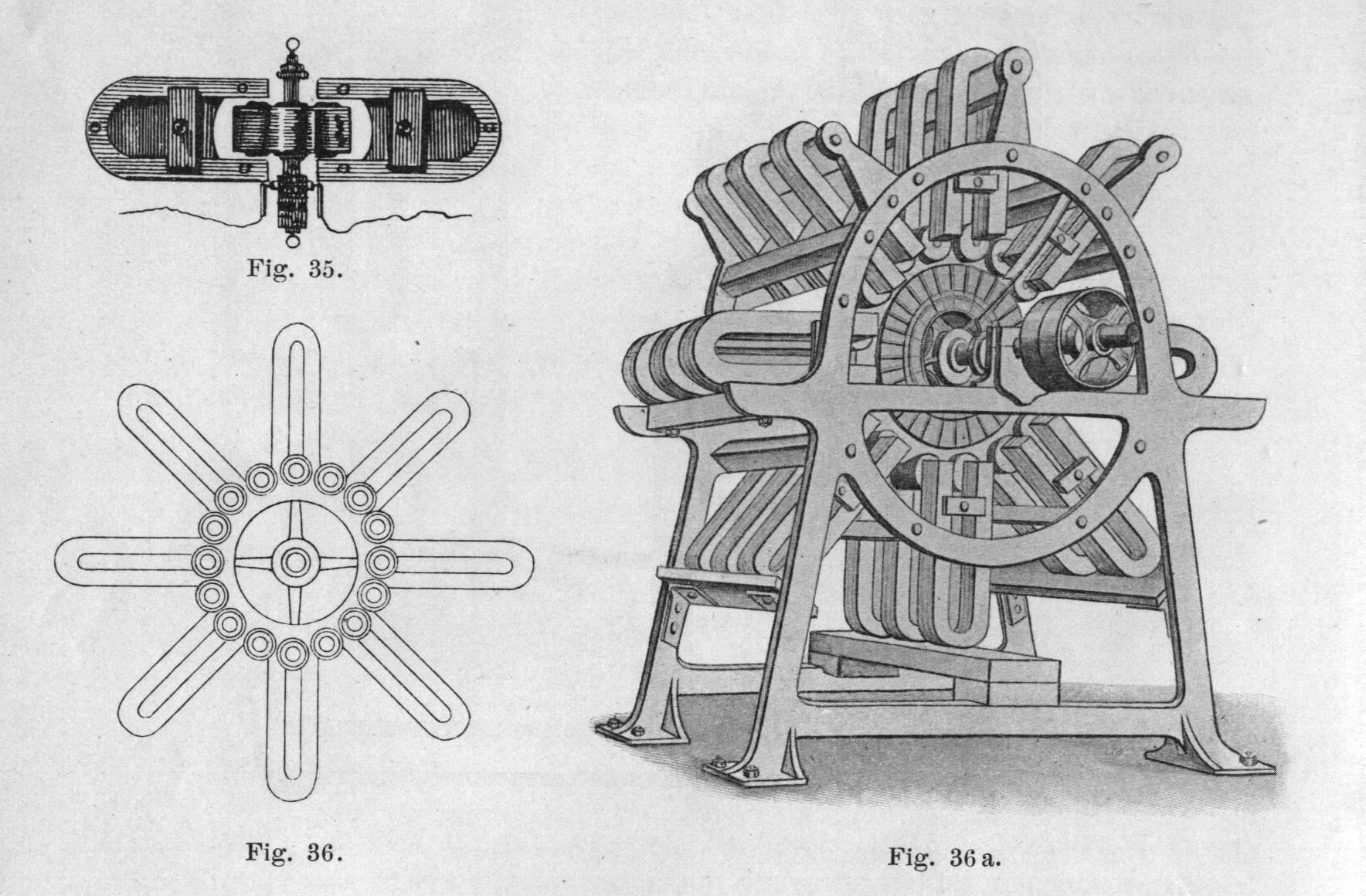
Zeitgenössische Zeichnung